# Novorosszija TV
A Novorosszija TV (oroszul: Новороссия ТВ) ukrajnai tévécsatorna, amely 2014-ben kezdte meg a működését. A csatornát betiltották Ukrajnában, mivel orosz propagandát terjeszt, ezért csak Doneck és Luhanszk területén érhető el.